# Astragalus knappii
Astragalus knappii är en ärtväxtart som beskrevs av Joseph Friedrich Nicolaus Bornmüller. Astragalus knappii ingår i släktet vedlar, och familjen ärtväxter. Inga underarter finns listade i Catalogue of Life.